# Mark Bresciano
Mark "Marco" Bresciano, född 11 februari 1980, är en australisk fotbollsspelare som spelar som mittfältare för Al-Gharafa i Qatar och Australiens fotbollslandslag. Bresciano kom till Italien 1999 och har sedan dess representerat fyra italienska Serie A-lag, förutom Lazio även Empoli, Parma och Palermo. Han debuterade i det australiska landslaget 2001 och har sedan dess spelat över 50 landskamper och deltagit i två VM-turneringar (VM 2006 och VM 2010).